# ريمونيم
ريمونيم (بالعبرية: רִמּוֹנִים) مستوطنة مجتمعية إسرائيلية، أقيمت شرق محافظة رام الله والبيرة وسط الضفة الغربية، وتقع إداريًا ضمن اختصاص مجلس ماتي بنيامين الإقليمي. في عام 2018 كان عدد سكانها 687 مستوطنًا.

## الجانب القانوني
يعتبر المجتمع الدولي المستوطنات الإسرائيلية في الضفة الغربية غير قانونية بموجب القانون الدولي، لكن الحكومة الإسرائيلية تعارض ذلك.